# 진권
진권 (본명: 김진권) 2001년 1월 17일 ~ )은 대한민국의 제이플로 엔터테인먼트 소속 아이돌 그룹인 뉴키드의 멤버이자 리더로 2001년 1월 17일에 경기도 화성에서 태어났다.

## 학력
- 한마음초등학교 졸업
- 능동중학교 졸업
- 한림연예예술고등학교 연예과 졸업
- 서일대학교 연극영화과 재학

## 경력
진권은 15대 보니 안형섭을 이어 15대 ~ 18대 하니 김채연과 EBS 1TV에서 방송중인 어린이 프로그램《생방송 톡!톡! 보니하니》의 16대 보니를 2019년 3월 18일부터 9월 11일까지 맡아왔다.

## 출연

### 드라마
- 2022년 tvN O'PENing - 스톡 오브 하이스쿨 ... 탁지호 역
- 2024년 시네마천국 재즈처럼 ... 윤세헌 역

## 그 외
진권은 중학생 때 '엑소의 쇼타임'이라는 프로그램을 보고 아이돌 가수에 대해 알게 되었다고 한다. 멤버들이랑 연습과 무대를 만들어 나가는 모습이 행복해보였고 그래서 그룹이 되고 싶었다고 한다. 리더인 수호가 너무 멋있었고 자신 역시 뉴키드의 리더로서 항상 노력하겠다고 인터뷰에서 말한 바 있다.
1. ↑  진권은 뉴키드의 리더를 맡고 있지만 맏형은 아니다. 데뷔 후 리더 진권을 도와주기 위해 멤버 윤민이 부리더(vice-leader)가 되었다.